# 小野忍
小野 忍（おの しのぶ、1906年（明治39年）8月15日 - 1980年（昭和55年）12月18日）は、日本の中国文学者。東京大学名誉教授。

## 経歴
出生から修学期
1906年、東京・神田で生まれた(広島県呉市出身)。1926年に松山高等学校を卒業し、東京帝国大学文学部支那文学科に入学。塩谷温に師事し、1929年に卒業。
中国研究者として(戦前)
アプトン・シンクレアの評伝の翻訳などをした後、1934年に冨山房に入社。百科辞典の編纂に携わったほか、戦時中には満鉄調査部員として上海に駐在したり、民族研究所嘱託として内モンゴルの西北研究所に出向し現地で中国ムスリムの調査に参加するなどした。
太平洋戦争後
1946年より國學院大學で講師を務めたのを皮切りに、東京大学、九州大学、京都大学などで非常勤講師を務めた。1952年、東大東洋文化研究所専任講師に就いた。1955年に東京大学文学部助教授となり、1958年に教授昇格。同年5月、学位論文『中国現代文学の研究』を東京大学に提出して文学博士の学位を取得。1967年に東京大学を定年退官し、名誉教授となった。
その後は和光大学教授として教鞭を執った。退任時の公演は「駱賓基について」であった。和光大学を退職後、岩波文庫(全10巻予定)で『西遊記』の全訳を目指していたが、3巻目まで刊行した後、1980年に急逝した。

## 著述活動
博覧強記で知られ、幸田露伴の知遇を得るなど交遊も広かった。語学にも堪能で、中国語、英語、ロシア語を読解出来た。中国現代文学の研究で頭角を現し、翻訳も多数。趙樹理、駱賓基、茅盾といった、当時日本ではほぼ知られていなかった多くの作家たちを日本に紹介した。さらに当時新発見だった原本テキストによる『金瓶梅』の翻訳（共訳）や、未完だったが『西遊記』の翻訳にも着手。異版の多い両著作の校訂版を目指した。
蔵書は没後、和光大学附属梅根記念図書館に収められた。

## 著作
著書
- 『中国の近代教育』斎藤秋男共著、河出書房 1948
- 『中国文学雑考』大安 1967
- 『中国の現代文学』　東京大学出版会 1972
- 『道標：中国文学と私』小沢書店 1979

編著
- 『角川漢和中辞典』貝塚茂樹・藤野岩友と共編、角川書店 1959
- 『世界のことわざ辞典』宮内秀雄・三木孝と共編、福音館書店 1964
  - 再版 永岡書店 1975

訳書
- 『アプトン・シンクレーア評伝』フロイド・デル（英語版）著、先進社 1930
- 『馬仲英の逃亡』スヴェン・ヘディン著、改造社 1938
  - 新訂 中公文庫　2002
- 『左伝真偽考』カールグレン著、文求堂書店 1939年
- 『アラビアのローレンス：T・E・ローレンス伝』ロバート・グレーヴス著、足立重と共訳、改造社 1940
  - 単独改訳で平凡社東洋文庫、角川文庫
  - ＜縮約版＞平凡社ライブラリー
- 『金瓶梅』(未完,1-4) 千田九一と共訳、東方書局 1948-1949
  - 再版 『金瓶梅』(全3冊)平凡社 1962
  - 新版『金瓶梅』(中国古典文学大系)(全3冊)
  - 文庫化 『金瓶梅』(全10巻)岩波文庫 1973-1974
- 『結婚登記／ほか小説4篇』趙樹理著、岩波新書 1953
- 『腐蝕』茅盾著、筑摩書房 1954
  - 改題文庫化『腐蝕／ある女の手記』岩波文庫 1961
- 『北望園の春／ほか小説5篇』駱賓基（中国語版）著、岩波新書 1955
- 『趙樹理』(現代中国文学全集) 河出書房 1956
  - 文庫化 『李家荘の変遷』岩波文庫 1958
- 『子夜』(全2巻) 茅盾著、高田昭二・小野忍共訳、岩波文庫 1962-1970
- 『郭沫若自伝』丸山昇共訳、平凡社東洋文庫 1967-1973
- 『唐代詩集』上 (中国古典文学大系) 田中克己・小山正孝・小野忍共編訳、平凡社 1969
- 『西遊記』呉承恩著、岩波文庫 1977-1980
- 『わが半生「満州国」皇帝の自伝』愛新覚羅溥儀著、共訳、筑摩叢書 1977
  - 文庫化 ちくま文庫 1992
- 『杜甫詩選』講談社学術文庫 1978
- 『西遊記』岩波文庫 1977-1980